# ملكة جمال ملكة الدولية 2020
ملكة جمال ملكة الدولية 2020، هي نسخة المسابقة الخامسة عشرة لمسابقة ملكة جمال ملكة الدولية منذ انطلاقتها عام 2004، أقيمت المسابقة في 7 مارس 2020 ، في مدينة باتايا في تايلاند، في نهاية الحدث توجت فالنتينا فلوشير من المكسيك من قبل حاملة لقب السابقة جازيل باربي رويال من الولايات المتحدة. على الرغم من المضي قدمًا في إقامت مسابقة ملكة جمال ملكة الدولية 2020 ، على عكس العديد من الأحداث التي تم إلغاؤها في جميع أنحاء العالم منذ ظهور فيروس كورونا في جميع أنحاء العالم ، كان حضور أصغر بشكل ملحوظ مما كان عليه في السنوات السابقة ، مع وجود العديد من المقاعد الخالية ، تم تطهير المكان بأكمله في مدينة باتايا الساحلية في اليوم السابق للحدث ، وتم أخذ درجات حرارة المتسابقين جميعًا باستخدام الماسحات الضوئية اليدوية قبل السماح لهم بالظهور على المسرح بالملابس الوطنية وملابس السباحة وفساتين السهرة البراقة.
أشادت فالنتينا بفوزها باعتباره انتصارًا لجميع النساء المتحولات في أمريكا اللاتينية. واستغلت المشاركات في مسابقة ملكة جمال للمتحوّلات جنسيّا في العالم لدعوة للتصدّي لظاهرة العنف ضدّهن اكتسبت تايلاند سمعة كمكان يتسم بموقف هادئ تجاه التنوع الجنساني والجنسي منذ أن تم إلغاء تجريم المثلية الجنسية هناك في عام 1956.

## النتائج

### المراكز النهائية
| النتائج النهائية            | المتنافسة |
| --------------------------- | --- |
| ملكة جمال ملكة الدولية 2020 | - المكسيك - فالنتينا فلوشير |
| الوصيفة الأولى              | - تايلاند - روثايبرييا نوانغليه |
| الوصيفة الثانية             | - البرازيل - أريئيلا مورا |
| أفضل 6                      | - أستراليا - جان بريل - فرنسا - لويز أفندي - الفلبين - جيس لاباريس                                                                                      |
| أفضل 12                     | - الصين - لاسي وانغ شينلي - لاوس - الياء سيريسوفا - ماليزيا - واني مهتار - النرويج - ايرين جريند تونهيم - تايوان - لوي وانغ - فيتنام - بوي دينه هواي سا |

## جوائز خاصة
| جائزة                        | المتنافسة                   |
| ---------------------------- | --------------------------- |
| الأفضل في الأزياء الوطنية    | - ماليزيا - واني مهتار      |
| ملكة جمال اللطافة            | - إندونيسيا – جيبي فيستا    |
| ملكة جمال فوتوغرافيا         | - الفلبين - جيس لاباريس     |
| أفضل في فساتين اليهرة        | - المكسيك - فالنتينا فلوشير |
| الأفضل في المواهب            | - فرنسا - لويز أفندي        |
| الفيديو التمهيدي الأكثر شهرة | - فيتنام - بوي دينه هواي سا |

### الأفضل في المواهب
| جائزة           | المتنافسة |
| --------------- | --- |
| القائزة         | - فرنسا - لويز أفندي |
| الوصيفة الأولى  | - فيتنام - بوي دينه هواي سا |
| الوصيفة الثانية | - تايوان - لوي وانغ |
| أفضل 13         | - أستراليا - جان بريل - الصين - لاسي وانغ شينلي - الهند - نيثو ر.اس. - إندونيسيا – جيبي فيستا - لاوس - الياء سيريسوفا - المكسيك - فالنتينا فلوشير - ميانمار - ماي - السويد - فيكتوريا تران - تايلاند - روثايبرييا نوانغليه - الولايات المتحدة - كايلي والن |